# Горња Река (област)
Горња Река (мкд. Горна Река, алб. Reka e Epërme) географски је и етнографски подрегион ширег региона Реке, на западу Северне Македоније, укључујући и насеља у северозападном делу општине Маврово и Ростуша и општине Гостивар. Овај регион је дом како муслиманског, тако и православног становништва албанског говорног подручја који себе сматрају Македонцима, са неколико значајних изузетака у прошлости, а и у скорије време.
Горња Река је алпски планински и робустан регион са планинским пашњацима и говедима. У савремено доба, највеће насељено место је село Врбјани. Овај регион представља изоловану и неразвијену област са ограниченим комуникационим везама, при чему приступ и путовања постају тешки током снежних зимских месеци.
Током историје, становници овог региона бавили су се углавном пољопривредом, а један део становништва се и данас бави пољопривредом. Горња Река је у прошлости пролазила кроз процесе депопулације због сезонских и/или сталних миграција у оближњим подручјима, али и у иностранству у потрази за послом и бољим животним стандардом. Током 14. века Горња Река је била у саставу Душановог царства, а његовим распадом 1371. године припала је држави српског краља Марка, којим је владала породица Мрњавчевић, до 1395. године, када је ову територију освојио Бајазит , султан Османског царства, под чијом влашћу је остала до Балканских ратова 1912—1913. године. После тога је постала део Краљевине Србије, Краљевине Југославије, Социјалистичке Федеративне Републике Југославије, и на крају део Северне Македоније.

## Географија

### Положај и пространство
Шири регион Река подељен је на Малу, Доњу и Горњу Реку (или Велику Реку). Горња Река се, поред региона Река, такође сматрала (а са албанске тачке гледишта се и даље сматра) делом већег региона Дибре, који обухвата више подрегиона око града Дебра са обе стране албанско-северномакедонске границе.
Регион Горње Реке ограничен је Косовом на северу и Албанијом на западу. То је планинско подручје са алпским планинским пашњацима које је смештено у северном делу слива реке Радике, који се наставља даље у Доњој Реци јужно до Бошковог моста, близу Мале Реке. Северна и североисточна граница Горње Реке је планина Велика Враца, која је део венца Шар-планине, а оне се протежу близу планине Ничпур, чији се највиши врх Лера налази на надморској висини од 2.194 метара. Северозападна и западна граница региона иде дуж планине Кораб са највишим врхом - Великим Корабом, на висини од 2.753 метара. Уски пролаз на надморској висини од 1.920 метара, који се простире између планина Кораб и Шаре, омогућава комуникацију и интеракцију са етнографско/географским регионом Гора. Кроз овај пролаз, смештен између Шепуре, врха који представља тромеђу између Србије, Албаније и Северне Македоније, и планина Враца, пролази најпогоднија комуникацијска веза (аутомобилски пут, пешачке и козачке стазе) између некадашњег села Штировице у најсевернијем делу Горње Реке и села Рестелице на јужном ободу региона Гора на Косову.
Јужну границу Горње Реке представља десна обала реке Радике. Ова река налази се између села Врбјани у Горњој Реци и Жировнице у Доњој Реци и одсликавају је комуникациона и географска ограничења која намеће планина Кораб. Пут који повезује ова два села представља главни вид комуникације између ових региона који се простиру све до Дебра. Источни део јужне границе простире се лево од долине Радике и у том делу је смештена планина Бистра, са највишим врхом Меденицом на 2.163 метара. Источни пут, који се укршта са осталим путевима код села Волковије, почиње од села Врбен на источној граници Горње Реке. Пут се даље наставља до града Мавровски Ханови и Мавровског језера, па све даље до Гостивара. Поред главне реке Радике, низ притока које напајају водом ову реку могу се наћи у Горњој Реци, попут Дубоке, Бродечке и Рибничке реке. Планински пашњаци, које локално становништво користи за испашу стоке, смештени су широм овог планинског региона, а највише на Речкој планини, Нистровском Корабу и на планини Ћафа Кадис. Укупно, пашњаци у овом региону покривају површину од 358,8 km².

### Клима
Регион Горња Река је једина област у Македонији која има хладну алпску климу. Због великих висина, ова област је изложена ветровима који дувају из различитих праваца. Са истока дува такозвани бели ветар који доноси јаке ударе, а са југоистока и југозапада топле ваздушне масе доносе кишу у ову област. Горња Река је изложена олујама углавном током лета, док се киша, мраз и град јављају у складу са сезонским временским условима. Зима је често дуга и са доста снега, па самим тим лето, пролеће и јесен трају веома кратко. Снег углавном почиње да пада средином јесени, а задржава се до средине пролећа. Често се дешава да снег пада готово до краја пролећа, а понекад чак и почетком лета. Због снежних падавина, Горња Река је често комуникацијски изоловани регион током већег дела године, тако да су односи са суседним подручјима јако ограничени, а некад чак није могуће стићи до овог региона из других област, рецимо из Албаније преко Кораба. У прошлости је становништво било приморано да за време кратког лета обезбеди залихе житарица, соли, пасуља и других намирница, јер би зими снег онемогућио комуникацију са околним селима, а и са спољним светом.

### Флора и фауна
Већина Горње Реке, заједно са Доњом Реком, налази се у оквиру националног парка Маврово. Поједини делови овог региона још увек садрже прашуме старих и аутохтоних врста буковог дрвећа, посебно око Дубоке реке и северног дела долине реке Радике. Неки делови под шумом су до 1950-их година посечени да би се створили пашњаци за испашу стоке. Горња Река је такође дом критично угрожене подврсте евроазијског риса - балканског риса, подврсте која живи само на овом подручју и која броји мање од сто јединки.

## Демографија

### Насеља
Насеља Горње Реке у општини Маврово и Ростуша укључују села Тануше, Нивиште, Рибница, Жужње, Нистрово, Ничпур, Волковија, Кичиница, Кракорница, Беличица, Врбен, Богдево, Сенце, Врбјани, Бибај и Грекај. Села у оквиру општине Гостивар су Бродец, као и села Дуф и Орћуше, а и село Горње Јеловце, од којих прва два заправо припадају општинама Маврово и Ростуша, а последње суседном региону Горњем Пологу, мада се сматра да припадају Горњој Реци због језичког опредељења и културних веза. Такође, у овом региону су постојала и села Трница, Реч, Дубово, Штировица, Стрезимир и Завојско, која су, због устанка у овом региону, спалиле српске и бугарске силе између 1912. и 1916. године.

### Популација
Горња Река је насељена муслиманским и хришћанским становништвом албанског говорног подручја. Ентички гледано, становништво овог региона састављено је од Горњореканаца и Рекала. Они се још називају и Шкрети (алб. shkretë/i), израз који на албанском језику означава сиромашне људе, а то име су добили због своје изоловане домовине и тешких животних околности. Становници албанског говорног подручја који исповедају православну веру асимиловани су и означени као Македонци, док они који су прихватили Ислам себе сматрају Албанцима. Због миграција православаца ка урбаним центрима пре неколико деценија, данашње становништво је махом представљено муслиманским Албанцима, са малим делом православаца албанског говорног подручја који себе сматрају Македонцима. Највеће муслиманско албанско насеље у Горњој Реци данас је село Врбјани са 625 становника, док је главно насеље православаца село Врбен са 142 становника. У Горњој Реци домаћинства су се називала шпи (алб. shtëpi) и традиционално су била састављена од проширених патријархалних породица. Ове фамилије, од којих су неке биле богате, живеле су у великим каменим кућама и кулама, док су остали становници живели у мањим кућама. Суседна Доња Река насељена је Северномакедонским муслиманима (званим Торбеши), док мањину чине православни Македонци. За разлику од Горње Реке, регион Мала Река насељен је искључиво православним Македонцима, а популација Мале и Доње Реке припада словенској етнографској групи Мијака, који се служе македонским реканским дијалектом.

### Економија и сезонске/трајне миграције
Због тешких животних околности и друштвено политичких немира, нарочито у 19. веку, Горња Река је био историјски гегион бројних сезонских и трајних миграција. Традиционално, становништво се бавило сточарством и пољопривредним активностима, а мали број се и данас бави овим делатностима. Током касног турског доба, мушко становништво Горње Реке (углавном одрасло) ишло је током сезоне у курбет, односно вршило економске миграције. Они су често налазили посао као справљачи пецива или халве, трговци и продавци бозе и халепа у тадашњој османској престоници Истанбулу или регионалним градовима, попут Скопља и Једрена. У Румунији и Бугарској су неки становници овог региона радили у грађевинарству као зидари или неимари, а када се за то указала потреба, и у Скадру и другим градовима у региону.
Трајне миграције су током касног османског периода углавном биле усмерене ка оближњим селима и регионима где данас ове популације често формирају неколико домаћинстава у насељу међу широм албанском популацијом. Из Горње Реке у регион Горњи Полог, људи су се преселили у следећа села: Чергане, Форино, Корито, Балин Дол, Мало Турчане, Доња Бањица, Сретково, Ново Село, Речане, Вруток, Печково, Здуње, Врапчиште, Калиште и Градец. У Доњи Полог су насељавали села Горње Седларце, Раковец, Жеровјане, Радиовце, Теново, Луковица, Седларево и Гргурница. Села у околини Скопља, као што су Црни Врх, Крушопек, Света Петка и Патишка Река, као и она у околини Велеса - Горње Јабучиште, Согле, Клуковец и Бузалково - такође су била места у које је одлазило становништво Горње Реке. Становници су мигрирали у нека села као хришћани, а тек касније прелазили у ислам. У Патишкој Реци су пак досељеници остали православци све до почетка Другог светског рата, односно док се нису преселили у Скопље. Неки становници села Врбјани су последњих неколико деценија мигрирали у суседно муслиманско македонско село Жировницу, које припада општинској служби Доње Реке и броји око 258 становника. Православни хришћани из овог региона мигрирали су почев од 1950-их па надаље у тадашњу југословенску престоницу - Београд, али и у друге градове, попут Скопља или оближњег Гостивара. Због побуне из 2001. у северном делу Северне Македоније, село Тануше је било погођено сукобом, па су неки становници мигрирали у нека друга места. У последње време, млади људи из овог региона често одлазе у западне земље, док се неки старији становници који су напустили своју домовину, преко лета враћају у Горњу Реку.

## Језик

### Горњоречки албански дијалекат
Албански језик којим говоре становници Горње Реке представља поддијалекат који припада гегијском дијалекту којим се говори на северу Албаније. Дијалекат Горње Реке садржи поједине језичке особености које га разликују од осталих албанских дијалеката. На пример, албанско слово 'ћ које се често може чути као тврдо ч (ç) код Албанаца на северу, у горњоречком дијалекту се изговара као меко ч. За разлику од северноалбанских дијалеката, који албанске карактере gj углавном изговарају као тврдо џ (xh), Горњоречани га изговарају као меко gj, што више подсећа на неки јужни албански дијалекат. Слова dj, на пример, у речи djath (сир), замењују карактере gj у неким случајевима. Албанска група pl садржана у речима plak, pleh и plis у дијалекту Горње Реке замењена је у неким случајевима са pt, тако да ове речи постају ptak pteh и ptis, док је група ps замењена групом mts, па се тако, уместо облика tepsi јавља облик temtsi.
За разлику од других албанских дијалеката, где је кластер nd упрошћен у d, код Горњоречана је задржан у неким речима, попут katund, nder и vend. Горњоречки дијалекат је такође задржао и назалну вокализацију вокала ā и ō, тако да се речи dhëmb, dhëndër и këmb јављају у облику dhāmb, dhōndr, односно kōmb. Глас а у речима попут baballak такође се мења у о (на пример baballoku) када је у одређеном облику. Кластер mj у речима mjeker и mjalt прешао је у mn, па се тако јављају облици mnjekrr mnjalt.

### Образовање и књижевност
Најранији познати пример писане форме горњоречког дијалекта албанског језика представља натпис на надгробном споменику на хришћанском гробљу писан ћирилицом и датира из 1889. године. Дело Albanisches Bauerleben im oberen Rekatal bei Dibra (Makedonien) Бајазида Елмаза Доде написано је 1914. године. Оно садржи информације о култури, обичајима, језику и другим аспектима живота Горње Реке током касног отоманског периода. Нашавши дело на немачком језику у аустријској архиви 2007. године, Роберт Елси је претпоставио да књига вероватно представља превод са албанског на немачки језик, с обзиром на велики број албанских речи у немачкој верзији. Елси тврди да је рад имао задатак да створи дело на горњоречком албанском дијалекту и написан је у време када је стварано мало дела на албанском језику. Дело је придобило похвале од стране Елсија и других аутора попут Андрее Перонија због тога што садржи детаљне и важне информације о Горњој Реци.
Први пример албанске књижевности на подручју Горње Реке био је албански тест јеванђеља (Нови завет) из 19. века, писан грчким алфабетом, а нађен у цркви у селу Дуф. Током монархистичког југословенског доба, школовање је вршено на српском језику, док албански није постојао. Данас у овом региону постоји део становништва који још увек поседује неко знање српског језика, док македонски не говори уопште. Током послератног периода у Југославији, школовање се у Горњој Реци вршило на македонском језику, а језичке потешкоће почеле су да се јављају 1950-их година код православне деце албанског говорног подручја. Као такви, данас неки становници не владају у потпуности најбоље албанским језиком. Уместо тога, македонске речи, нарочито оне које описују савремене ствари у домаћинству или означавају модерне концепте, користе се од стране албанског становништва, а њихови еквиваленти у стандардном албанском језику нису познати овим људима.

### Употреба језика
У данашње време, муслимански Албанци који живе у Горњој Реци су у различитом степену билигуални, односно поред албанског, неки се служе и македонским језиком. Међу православним становништвом, које и даље живи у овом региону, у смислу свакодневног говора, већина њих је упозната са албанским језиком, а нарочито млади. Читање и писање на македонском језику је познато становништву, а млади се углавном служе њиме, док писменост на албанском језику међу православним становницима свих старосних група не постоји у великој мери. Већина православног становништва Горње Реке које жииви изван региона познаје албански језик, попут оних који живе на подручју бивше Југославије. Ипак, врло мало њих открива овакве информације, углавном због негативне перцепције албанског језика међу домаћим друштвом у коме тренутно живе. Међу ширим македонским становништвом у Македонији постоји веома мало свести о православном становништву у њиховој земљи које се служи албанским језиком у свакодневној комуникацији. Због наслеђа сезонске мигративности за рад, трговину и емиграцију, становништво Горње Реке је временом у великој мери постало мултилигуално, служећи се тако турским, српским, грчким, бугарским, румунским, француским и енглеским језиком.

## Историја

### Порекло
Постоје разне теорије о пореклу становништва Горње Реке и његовој повезаности са балканским становништвом. Један од првих аутора који је писао на ту тему био је српски новинар Спиридон Гопчевић. У његовом сада дискредитованом раду о Балкану, он каже да су становници овог региона албанизовани Словени. Крајем 1890-их Штилијан Чапароски и фолклорист Панајот Гиноски, оба из Галичника, Доња Река, тврдили су да Горњоречани говоре исквареним албанским језиком кога разуме само локално становништво, а садржи мешавину словенских и албанских речи. Руски лингвиста Афанасиј Селишчев је 1930-их написао да су становници Горње Реке били Словени који су подвргнути албанизацији, делом због неких топонима који представљају албански превод словенских облика. Српски етнограф Тома Смиљанић из Тресонча, Доња Река, изјавио је да је Горња Река уочи Првог светског рата имала 274 аутохтоних домаћинстава, од тога 109 домаћинстава која воде порекло из области које су постале део Албаније у неком тренутку, а 9 домаћинстава из других региона. Смиљанић је потврдио да становништво Горње Реке води порекло од словенских Мијака, које је он сматрао Србима који су усвојили албански језик помешан са словенским вокабуларом. Због неких патронимских имена породица, српски филолог Душан Недељковић тврдио је да неке породице из Горње Реке имају влашко порекло, заједно са словенским коренима који су албанизовани. Историчар Ник Атанасовски, који је радио у Доњој Реци, тврдио је да су подрегиони Мала, Доња и Горња Река били подвргнути исламизацији, али не и колонизацији. За разлику од тога, антрополог Мирјана Мирчевска, која је радила у Горњој Реци 2000-их, тврди да и муслимани и хришћани из овог региона воде порекло од македонских Словена, са могућим албанским елементима у њиховој етногенези. Становништво је у 18. веку било исламизовано и албанизовано, доласком католичких и муслиманских Албанаца из области која је данас Албанија. Мирчевска такође наводи да несловенски карактер и порекло неких појединаца Горње Реке, забележен у отоманском катастару а уочен и код савремених породица, заправо има влашко порекло. Ове тврдње се темеље на именима из прошлости, али и изразима из савременог језика који се могу довести у везу са цинцарским, а не албанским језиком.
Васил Канчов, бугарски етнограф који је саставио детаљне етнолингвистичке податке тадашњег становништва Македоније, написао је 1900. године да је регион Горња Река била насељена муслиманским и хришћанским Албанцима. Он је такође забележио да је њихово присуство старо и да можда такође садржи и трагове албанизованог словенског становништва. Галаба Паликрушева, изучавајући средњовековне османске пореске и катастарске евиденције 1970-их година у погледу личних имена, закључила је да је у Горњој Реци био истакнут елемент несловенског албанског и/или влашког порекла. На основу тога она тврди да су поједине теорије, по којима је словенско становништво Горње Реке прихватило албански језик како би очувало хришћанску веру, неистините и неодрживе. Историчар Димитар Бечев тврди да су хришћански становници Горње Реке у ствари православци албанског говорног подручја, док их историчар Ноел Малком сматра православним Албанцима. Албански филолог Едибе Селими-Османи, који је радио у Горњој Реци током 1990-их и 2000-их, пак тврди да становништво овог региона има албанско порекло. Лингвиста Ћемал Мурати, сматрајући и муслиманско и хришћанско становништво Албанцима, тврди да научници који тврде да становништво Горње Реке представља албанизоване Словене су то урадили због националистичких разлога, како би порекли историјски албански елемент у овом региону. Мурати такође наводи да приписивање Горњоречког албанског вокабулара влашком пореклу није довољно. То је због тога што те албанске речи, као директе позајмице из латинског, нису прошле ту фазу у цинцарском језику пре увођења у албански језик. Раних 2010-их, научник Андреа Пјерони и тим истраживача разних националних припадности извршили су теренски рад и компаративну студију Горњоречке ботаничке терминологије у прошлости и садашњости. У својим открићима закључили су да је становништво Горње Реке оно које је било под јаким утицајем словенске културе, а не обрнуто, како је Спиридон Гопчевић тврдио. Истраживачки тим овај процес акултурације приписује утицају до изрицања граница из 1912. године, ограничавајући тако контакт са Албанијом и обимне интеракције са мултиетничким регионима у којима је извршена размена.

### Средњовековни османски период
Током 14. века Горња Река је била у саставу Душановог царства, а његовим распадом 1371. године припала је држави српског краља Марка, у чијем је саставу остала све до 1395. године, када је ову територију освојио Бајазит , султан Османског царства. Године 1467, османски катастарски тефтер наводи Реку као један од вилајета и наводи да је у Горњој Реци било 15 насељених и 3 ненасељена села. Села која су тада забележена су: Штировица, Рибница, Врбен, Ничпур, Нистрово, Волковија, Жужње, Бродец, Кракорница, Стрезимир и Рибничица, од којих је Врбјани било најнасељеније. Беличица, Кичиница и Лесково били су наведени као ненасељена села. Данашња села Нивишта, Бибај, Грекај, Реч и Тануше тада нису наведена као постојећа. Имена ових села показују словенски и Влашки и/или албански карактер. Године 1519. неколико муслиманских домаћинстава побројано је у селима Врбјани, Сенце, Рибничица и Кучук. Нека имена албанског или влашког порекла забележена у овим регистрима су: Влаше Тануш, Гон Влаш, Дука или Дока Михаил, Михо Шалис, Гин Шерк, Гего Шерк и друга. До 1853. године број муслиманских домаћинстава је порастао, чинећи тако знатан део становништва у селима Врбјани, Сенце и Врбен, док су муслиманска домаћинства почела да се појављују у селима Кракорница, Стрезимир, Штировица и Жужње.

### Средњи и касни османски период
Интензивно преобраћање у ислам у Горњој Реци забележено је крајем 18. века, а наставило се до средине 19. века. Село Штировица било је последње насеље у коме је 30 преосталих хришћанских породица преобраћено у ислам 1855. године. Бројни муслимански и хришћански становници Горње Реке се још увек сећају породичних веза и далеких заједничких предака. Мала католичка популација је такође постојала, а она је потицала од неких католичких Албанаца који су мигрирали у Горњу Реку из оближњих области које се данас налазе у саставу Албаније и касније су били асимиловани.
Због изолованости и тешких животних услова у Горњој Реци, неки становници су се окренули разбојништву током 18. и 19. века, док су други мигрирали у градове и регионе да би радили. У касном османском периоду шири регион Реке је формирао нахију, односно регион са својим центром у селу Жировница, а нахија је имала административне функционере и мали војни гарнизон. Током касног османског периода, православна хришћанска села добила су српског или бугарског сеоског свештеника. Услед борбе за Македонију, ови свештеници су се често мењали, зависно од верности православних становника цркви.. Поједини православни појединци попут Јосифа Багерија, дали су значајан допринос албанском националном буђењу.

### Југословенски период
Отоманска владавина трајала је све до Првог балканског рата (1912—13), када је доласком српске војске овај регион припојен Србији. Године 1913, муслимански Албанци из Горње Реке, предвођени имамом Маликом Мемом, устали су против српских снага и успели да ослободе регион и нека села из општине Гостивар. Током Првог светског рата, локални отпор је настављен, с обзиром да је тада регион прешао у руке Бугара. Због свега тога, српске и бугарске снаге су у периоду 1912—1916 спалиле села Трница, Реч, Дубово, Штировица и Стрезимир. Регион је касније постао део Краљевине Југославије, а 1941. године је, након окупације Југославије од стране сила Осовине, припојен Албанији захваљујући фашистичкој Италији. Комунистички партизански отпор настао у селима као што је Беличица, борио се против албанских фашиста предвођених Балијем Комбетаром, који је подржавао прикључивање Горње Реке Албанији. Дана 19. септембра 1944, након што је 19 Партизана било заробљено, они су заједно са још 17 мештана села Беличица били погубљени од стране снага Аћифа Речанија у близини некадашњег села Трница. Након Другог светског рата, Горња Река је постала део комунистичке Југославије. Регион је остао изолован и неразвијен, што је резултирало миграцијама ка удаљеним урбаним центрима, као што су Београд, Скопље и Гостивар, али и западне земље.

### У саставу Македоније
Горња Река је постала део Македоније када је она стекла независност на референдуму из 1991. године. Током албанске побуне 2001. године, неки припадници македонске војне полиције, стационирани у селу Тануше, оштетили су сеоску џамију како би спречили њену могућу употребу од стране ослободилачке националне армије. У скорије време, било је различитих облика културне обнове у Горњој Реци, као што је фестивал Takimet e Rekës së Epërme који је први пут одржан августа 2014. године у Рибници. Културна асоцијација под именом Јосиф Багери основана је од стране истакнутих становника Горње Реке и муслиманског и хришћанског порекла у циљу очувања друштвено-културног, историјског и лингвистичког наслеђа. У међувремену су се код православних становника Горње Реке појавиле контроверзе око идентитета и цркве. На пример, поједине угледне личности попут Бранка Манојловског из Горњоречке православне заједнице се јавно декларисао као Албанац по пореклу, док су други, попут Бранислава Синадиновског, тражили од албанске православне цркве да буде присутна у региону. Овај последњи позив био је дочекан хладним и неодушевљавајућим одговором од стране шире православне заједнице Горње Реке.

### Иван Јастребов о овом крају
Иван Јастребов је записао да у свим селима Велике и Мале Реке, житељи и муслимани и хришћани говоре словенско-македонским наречјем. Само житељи села Жужње, Бибање и Грекај (Грекане) говоре арнаутски. Јастребов пише: На моју велику жалост, пре мојега путовања овамо, поверовао сам на реч људима који воле да откривају туђе мане, који ме увераваше да хришћани наводно не знају други језик сем арнаутски. Тако је и штампано у мојим Податцима (Податци за историју српске цркве, стр. 130.). Био сам запрепашћен када сам на лицу места чуо где ни хришћани ни "Турци" другог језика сем словенско-македонскога не знају. Мушкарци су због општења са Арнаутима на једвите јаде научили арнаутски језик па и понеке жене, али у куи свих Речана нема другог језика до словенско-македонског. Мушкарци су живећи због посла и у Бугарској, већи део године, научили и бугарски и код куће су, мало по мало уносили бугарски жаргон. Муслимани Реке се од хришћана не разликују и не задају им проблеме, за разлику од Арнаута Дебарске нахије и Малесије.

## Галерија
- Два мушкарца из Горње Реке: лево из Реча, а десно из Стрезимира
- Долазак на свадбу, Штировица
- Два младића из Штировице
- Албанац пуши, Горња Река, у близини Дебра
- Млади Албанац из Горње Реке, у близини Дебра
- Албанци из Горње Реке, у близини Дебра
- Нова кула у Бродецу, 1907
- Село Бродец, 1907
- Албанац из Горње Реке, у близини Дебра, 1907
- Венчање у планинама Горње Реке, 1907
- Црква Светог Архангела Михајла, Кракорница
- Поглед из доње махале на горње куће, село Волковија
- Поглед на цркву Светог Димитрија, село Волковија
- Мотел Кораб смештен у близини некадашњег села Трнице
- Село Врбен
- Горња махала, Врбен
- Манастир Врбен
- Село Врбјани
- Јесен у селу Врбјани
- Касна јесен, село Врбјани
- Зима у селу Врбјани
- Џамија у селу Врбјани
- Црква Светог Николе, Беличица
- Старе куће, Беличица
- Поглед на Беличицу из оближње цркве
- Поглед на Рибницу
- Поглед на села Рибницу и Тануше са врховима планинског пролаза Корапска врата у позадини